# Klasea bulgarica
Klasea bulgarica — вид рослин з родини айстрових (Asteraceae), поширений у північно-східній Болгарії, східній Румунії та Молдові.

## Поширення
Поширений у пн.-сх. Болгарії, сх. Румунії та Молдові.